# Fuchsia tunariensis
Fuchsia tunariensis är en dunörtsväxtart som beskrevs av Carl Ernst Otto Kuntze. Fuchsia tunariensis ingår i släktet fuchsior, och familjen dunörtsväxter. Inga underarter finns listade i Catalogue of Life.